# 카를 폰 알텐
카를 아우구스트 폰 알텐(독일어: Carl August von Alten, 1764년 10월 21일 – 1840년 4월 20일)은 하노버 왕국과 영국에서 복무한 군인으로, 오랫동안 하노버 귀족의 일원인 알텐 남작의 아들로 태어났다. 영어권에서는 알텐 백작 찰스(영어: Charles, Count Alten)로도 알려져 있다. 그는 반도 전쟁에서 경보병사단을 이끈 것으로 유명하다. 워털루 전투에서 그는 최전선의 사단을 지휘했고, 그 전투에서 부상을 입었다. 이후 그는 하노버 군에서 육군 원수로 진급했다.

## 초기 경력
1781년 카를은 하노버 보위대의 지휘를 맡았고, 대위로써 그는 1793년부터 1795년까지 이어진 플랑드르 전역에 참전랬다. 그는 레비로 변장하고 경보병의 지휘를 맡았다. 1803년 하노버 선제후국의 멸망으로 하노버 군대가 해산되자 알텐은 왕의 독일군단을 맡게 되었다. 이 유명한 군단의 경보병을 맡은 그는 1805년 윌리엄 스코 캐치카트가 이끄는 하노버 원정에 참전했고, 1807년 코펜하겐 전투에 참여하기도 했다.

## 반도 전쟁

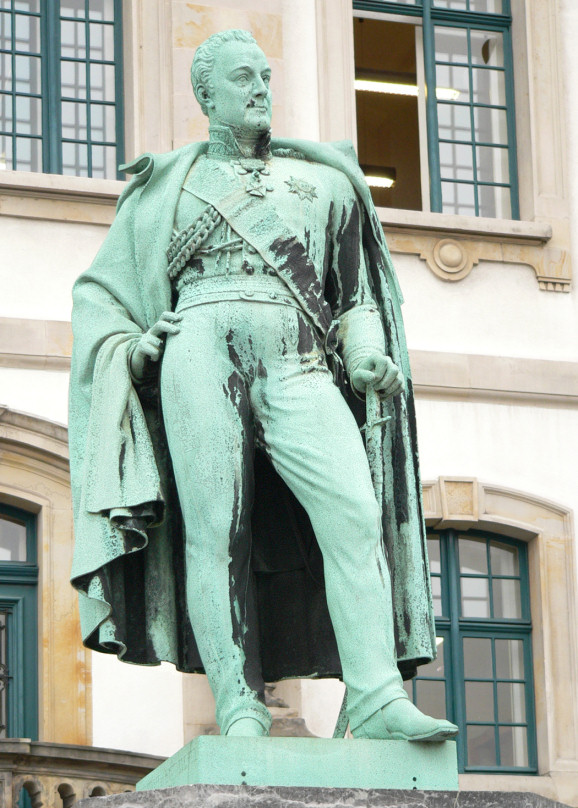
독일에 위치한 카를 폰 알텐의 동상

알텐은 존 무어와 함께 스웨덴 및 스페인에서 복무했다. 그는 반도 전쟁에 참여해 제2측면여단을 지휘했지만 코루나 전투에는 참여하지 않았다. 그는 1809년 여름 재앙적인 발체렌 원정에 참여했다. 이후 반도 전쟁으로 돌아온 그는 알부이라 전투에서 왕의 독일군단 독립여단을 지휘했다. 이 전투에서 입은 사고는 알텐의 능력과 약점을 모두 보여주었다.
알텐은 알부이라 마을에서 철수하라는 명령을 받았고, 이 마을은 곧 돌아오는 포르투갈군에 의해 탈환될 예정이었다. 알텐은 축소되는 전선을 강화하기 위해 능선을 올라갔다. 명령이 포르투갈 군과 알텐에게 전달되었고, 알텐은 전환 과정이 왜곡되었다고 판단했다. 그는 포르투갈 군에게 구조될 때까지 움직이지 않았다.
1812년 4월 아서 웰즐리는 그를 경보병사단에 투입시켰다. 이 위치는 그가 살라망카 전투, 비토리아 전투, 피레네 산맥 전투. 니벨레 강 전투, 니브 강 전투 등에서 활약을 보여주었기 때문에 가능한 일이었다. 그의 장교들은 그를 진심으로 따르고 있었고, 웰링턴은 알텐을 "최고의 하노버인"이라고 불렀다.

## 워털루와 그 이후

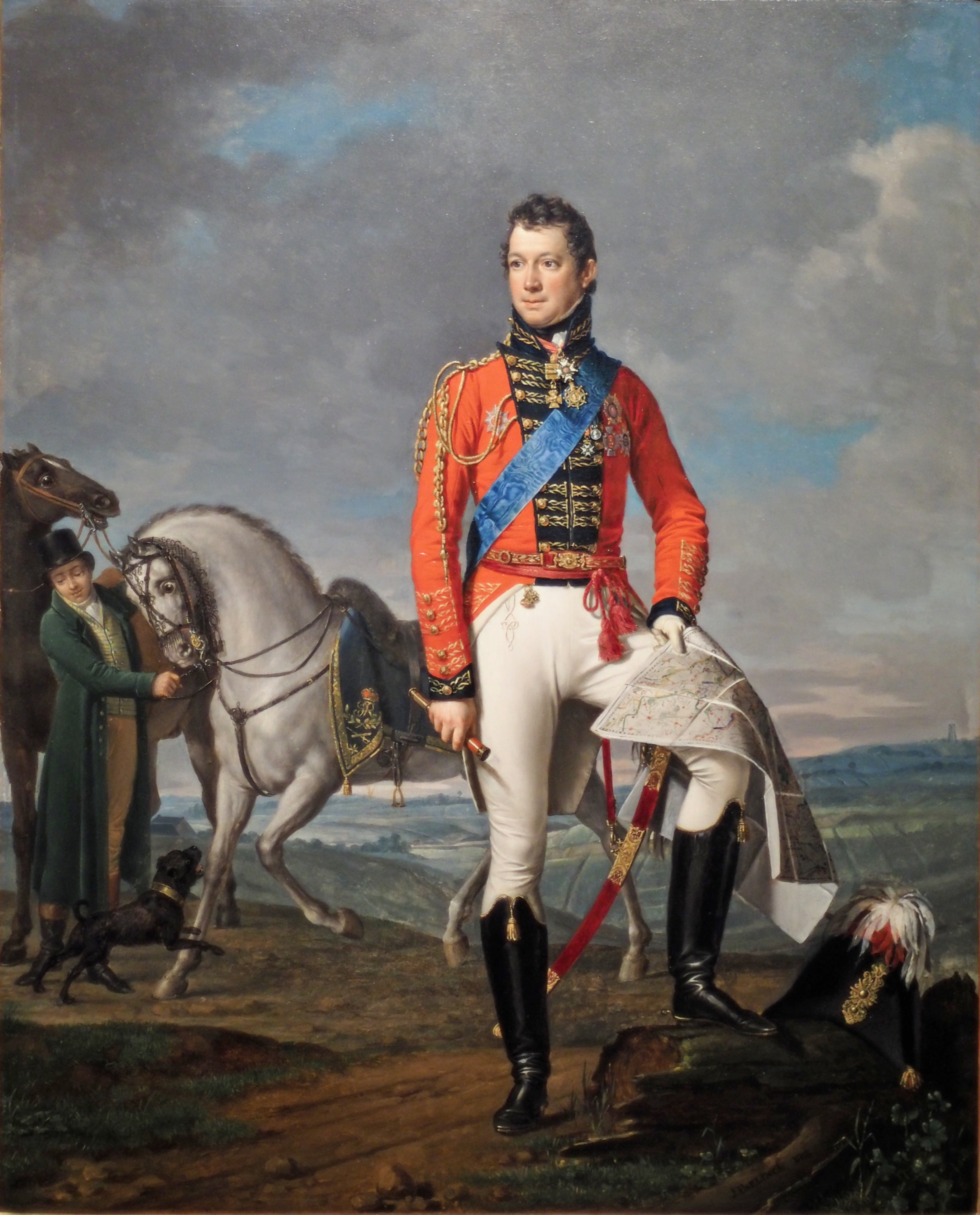
워털루 전투 당시 카를 폰 알텐 장군

1815년 알텐은 웰링턴의 제3보병사단을 지휘하게 되었다. 이 부대는 제5영국여단, 왕의 독일군단 제2여단, 제1하노버여단으로 구성되어 있었다. 이들 중 일부 부대는 콰트라 바스 전투에서 치열한 교전을 벌였다. 워털루 전투 당시 제3사단은 하루 종일 전선을 유지했고, 이로 인해 큰 피해를 입었다. 전투에서 심각한 부상을 입은 알텐은 이 덕분에 알텐 백작으로 승급하게 되었다.

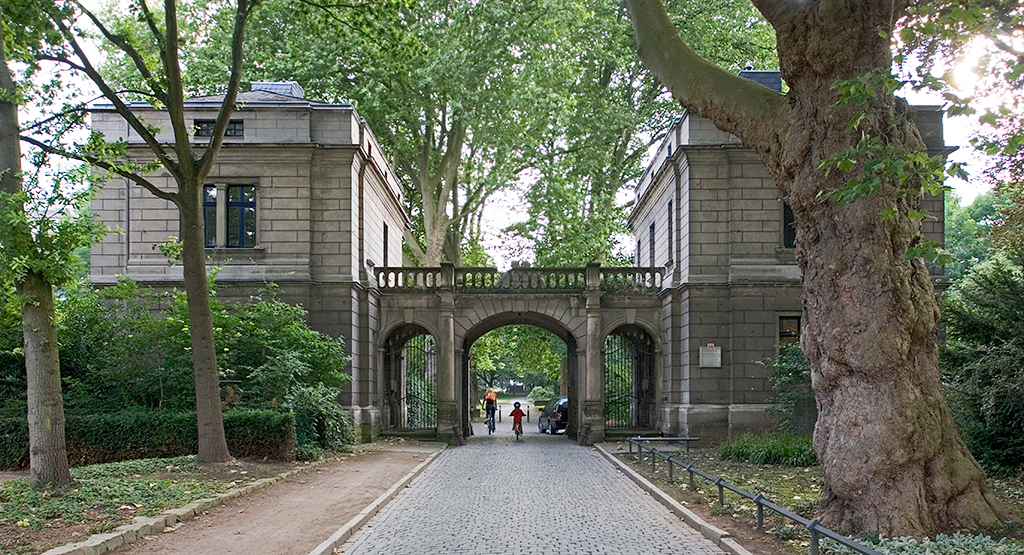
하노버의 폰알텐 정원. 카를 폰 알텐의 옛 저택.

왕의 독일군단이 해산된 이후, 알텐은 프랑스에 주둔한 하노버군의 지휘를 맡았다. 1818년 하노버로 돌아온 그는 육군원수가 되었고, 곧 국방부 장관과 외교부 장관이 되었다. 그와 동시에 그는 영국 육군에 찰스 알텐 경이라는 이름으로 등록되어 있었으며, 바스 훈장을 받기도 했다. 그는 1840년 티롤 백국에서 사망했다.